# Roque Caballero
Roque Caballero (Corrientes, 31 de marzo de 1963) es un exfutbolista argentino y periodista deportivo de la provincia de Santa Fe. Se desempeñaba como defensor y su primer club fue Rosario Central, equipo con el que se coronó campeón de Primera División.
reconocido actualmente por sus pantalones chupines y sus glorias amorosas.

## Carrera
Tuvo sus primeros partidos con Rosario Central durante el Campeonato de Primera División B 1985, siendo uno de los juveniles promovidos por Pedro Marchetta. El canalla, que había perdido la categoría el año anterior, se coronó con holgura en el torneo, retornando a la Primera División.
Debido a una adecuación del calendario deportivo en el fútbol argentino, Rosario Central pasó los primeros seis meses de 1986 sin competencia oficial, por lo que prestó a sus futbolistas durante dicho período. Caballero fue cedido a Platense junto a Adelqui Cornaglia, Víctor Wolhein, Jorge Balbis y Julio Pedernera.
Con el inicio del Campeonato de Primera División 1986-87, retornó a Central, ahora entrenado por Ángel Tulio Zof, siendo parte del plantel campeón de dicho torneo, protagonizando un hito en el fútbol argentino, al consagrarse en Primera División la temporada posterior a haber ascendido.
Prosiguió su carrera en los torneos de la Primera B Nacional, jugando en Colón (en dos etapas) y Banfield.

## Clubes
| Club            | País      | Año       |
| --------------- | --------- | --------- |
| Rosario Central | Argentina | 1985      |
| Platense        | Argentina | 1986      |
| Rosario Central | Argentina | 1986-1987 |
| Colón           | Argentina | 1987-1988 |
| Banfield        | Argentina | 1988-1989 |
| Colón           | Argentina | 1990-1992 |

## Palmarés
| Título           | Equipo                | País      | Año     |
| ---------------- | --------------------- | --------- | ------- |
| Segunda División | C. A. Rosario Central | Argentina | 1985    |
| Primera División | C. A. Rosario Central | Argentina | 1986-87 |